# Вэкэреску, Янку
Я́нку Вакаре́ску (рум. Iancu Văcărescu; 1786, Бухарест —1863) — румынский поэт, переводчик. Деятель национального и культурного возрождения Валахии.

## Биография
Представитель валашского боярского рода — Вакареску. Сын поэта Алеку Вакареску (1769—1798). Внук Енакица Вакареску, поэта, автора первой румынской грамматики. Его племянница — Елена Вакареску (1964—1947), румынско-французская писательница, поэтесса, переводчица, дипломат.
Получил основательное образование. Хорошо знал греческий, немецкий и французский языки, хорошо разбирался в западноевропейской литературе.
Будучи патриотом из семейства фанариотов, в 1821 году приветствовал Валашское восстание под руководством Т. Владимиреску («Благовещение», «Голос народа под деспотизмом»), участвовал в культурном движении национального возрождения.
Внёс значительный вклад в создание румынского театра, переводил много книг и пьес с немецкого и французского на румынский язык, перевёл «Британника» Расина, был автором поэтических посланий, адресованных ряду современников.
Стоял у истоков современной румынской поэзии.
Во время дебатов в Национальном Собрании по поводу разработки проекта органического закона для Дунайских княжеств, выступил против русского императорского контроля, за что в 1831 году был помещён под арест, а позже сослан на долгие годы.
Считается одним из основателей современной системы румынской школы.
Автор философских стихов, написанных под влиянием литературы эпохи Просвещения,
од, элегий, идиллий, эпиграмм, ряда баллад с использованием фольклорных мотивов. Первый сборник его стихов был опубликовал в 1830 году.
До Революции 1848 года в Дунайских княжествах председательствовал в литературном обществе (Societatea Literară), который служил в качестве прикрытия для радикального тайного союза Frăţia.

## Избранная поэзия
- Poezii alese (1830)
- Colecţie din poeziile domnului marelui logofăt Iancu Văcărescu (1848).

Похоронен на кладбище Беллу в Бухаресте.